# Lamberto Grimaldi
Lamberto Grimaldi (Monaco, 1420 – Monaco, marzo 1494) è stato signore di Monaco dal 16 marzo 1458 alla morte.

## Biografia

### Gioventù
Era l'unico figlio di Niccolò Grimaldi di Antibes, signore di Antibes, e di Cesarina Doria.

### Matrimonio

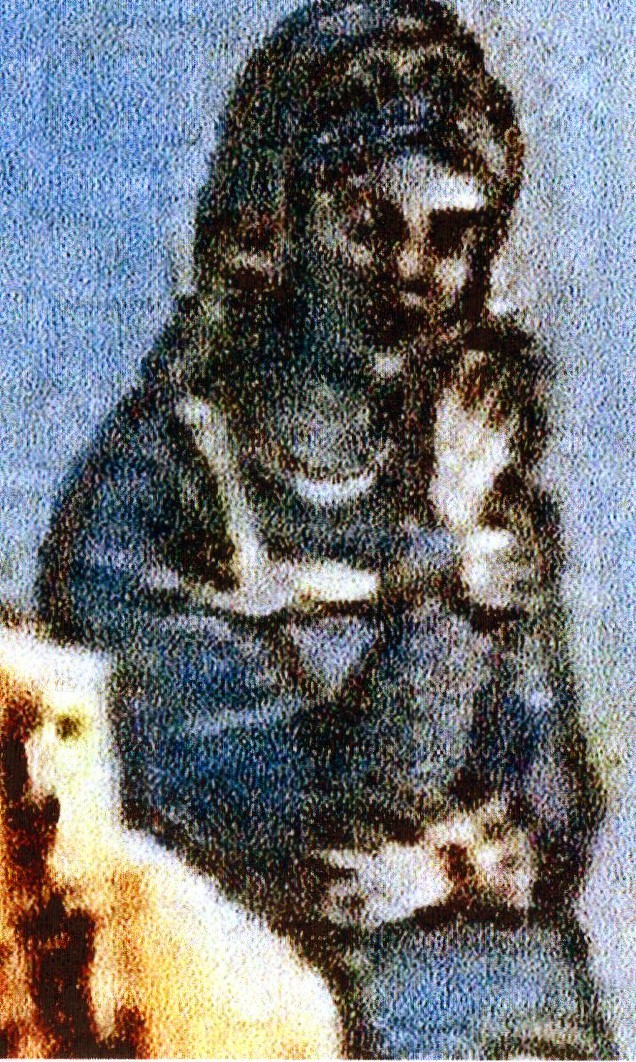
Claudina di Monaco raffigurata in un francobollo

Lamberto sposò la giovanissima cugina Signora di Monaco Claudina Grimaldi nel 1465 al fine di assicurare alla dinastia l'eredità di Monaco che secondo la costituzione poteva passare solo per eredi diretti maschi. Lamberto apparteneva al ramo dei Grimaldi stabilitisi ad Antibes mentre Claudia faceva parte della più potente famiglia di Monaco. Per questo la loro unione legittimò il controllo dei Grimaldi su Monaco.

### Signore di Monaco

Stemma dei Grimaldi di Monaco

Lamberto assunse le redini del governo in un periodo complesso, in cui Monaco era estremamente debole. Lamberto si batté per preservare l'indipendenza di Monaco, e di lui si dice che impugnasse la spada e la diplomazia con egual destrezza. Egli adottò per primo il motto della famiglia Grimaldi: Deo iuvante (Con l'aiuto di Dio).

## Discendenza
Lamberto e Claudina di Monaco ebbero quattro figli e sei figlie: 
- Giovanni  (1468-11 ottobre 1505)
- Luigi; escluso dal trono perché insano di mente
- Bianca
- Agostino Grimaldi (1482-14 aprile 1532), Vescovo di Grasse
- Francesca (m. prima del 1523); sposò Luca Doria; suo figlio Bartolomeo Doria assassinò suo fratello Luciano
- Luciano  (1487-22 agosto 1523)

## Ascendenza
|                                      |                  |                       | Genitori        |  |  | Nonni |  |  | Bisnonni                          |  |  | Trisnonni        |  |
|                                      |                  |                       |                 |  |  |       |  |  | Antonio Grimaldi, signore di Prat |  |  | Gaspare Grimaldi |  |
|                                      |                  |                       |                 |  |  |       |  |  | Antonio Grimaldi, signore di Prat |  |  | Gaspare Grimaldi |  |
|                                      |                  | …                     |                 |  |  |       |  |  | Antonio Grimaldi, signore di Prat |  |  |                  |  |
| Luca Grimaldi, signore di Antibes    |                  |                       |                 |  |  |       |  |  | Antonio Grimaldi, signore di Prat |  |  |                  |  |
|                                      |                  | Caterina Doria        | …               |  |  |       |  |  |                                   |  |  |                  |  |
|                                      |                  | Caterina Doria        | …               |  |  |       |  |  |                                   |  |  |                  |  |
|                                      |                  | Caterina Doria        | …               |  |  |       |  |  |                                   |  |  |                  |  |
| Niccolò Grimaldi, signore di Antibes |                  | Caterina Doria        |                 |  |  |       |  |  |                                   |  |  |                  |  |
|                                      |                  | …                     | …               |  |  |       |  |  |                                   |  |  |                  |  |
|                                      |                  | …                     | …               |  |  |       |  |  |                                   |  |  |                  |  |
|                                      |                  | …                     | …               |  |  |       |  |  |                                   |  |  |                  |  |
| Giovanna Grimaldi                    |                  | …                     |                 |  |  |       |  |  |                                   |  |  |                  |  |
|                                      |                  | …                     | …               |  |  |       |  |  |                                   |  |  |                  |  |
|                                      |                  | …                     | …               |  |  |       |  |  |                                   |  |  |                  |  |
|                                      |                  | …                     | …               |  |  |       |  |  |                                   |  |  |                  |  |
| Lamberto Grimaldi                    |                  | …                     |                 |  |  |       |  |  |                                   |  |  |                  |  |
|                                      | Enrichetto Doria | Cassano Doria         |                 |  |  |       |  |  |                                   |  |  |                  |  |
|                                      | Enrichetto Doria | Cassano Doria         |                 |  |  |       |  |  |                                   |  |  |                  |  |
|                                      | Enrichetto Doria | Girolama Del Carretto |                 |  |  |       |  |  |                                   |  |  |                  |  |
| Giovanni Doria                       | Enrichetto Doria |                       |                 |  |  |       |  |  |                                   |  |  |                  |  |
|                                      |                  | Andreola ?            | …               |  |  |       |  |  |                                   |  |  |                  |  |
|                                      |                  | Andreola ?            | …               |  |  |       |  |  |                                   |  |  |                  |  |
|                                      |                  | Andreola ?            | …               |  |  |       |  |  |                                   |  |  |                  |  |
| Cesarina Doria                       |                  | Andreola ?            |                 |  |  |       |  |  |                                   |  |  |                  |  |
|                                      |                  | Giovanni Doria        | Gaspare Doria   |  |  |       |  |  |                                   |  |  |                  |  |
|                                      |                  | Giovanni Doria        | Gaspare Doria   |  |  |       |  |  |                                   |  |  |                  |  |
|                                      |                  | Giovanni Doria        | Maria ?         |  |  |       |  |  |                                   |  |  |                  |  |
| Inglesina Doria                      |                  | Giovanni Doria        |                 |  |  |       |  |  |                                   |  |  |                  |  |
|                                      |                  | Sescarina De' Mari    | Egidio De' Mari |  |  |       |  |  |                                   |  |  |                  |  |
|                                      |                  | Sescarina De' Mari    | Egidio De' Mari |  |  |       |  |  |                                   |  |  |                  |  |
|                                      |                  | Sescarina De' Mari    | Sovrana Marconi |  |  |       |  |  |                                   |  |  |                  |  |
|                                      |                  | Sescarina De' Mari    |                 |  |  |       |  |  |                                   |  |  |                  |  |